# Jasenov, Sobrance
Jasenov este o comună slovacă, aflată în districtul Sobrance din regiunea Košice. Localitatea se află la altitudinea de 174 m deasupra n.m., se întinde pe o suprafață de 7,21 km2 și în 2017 număra 300 de locuitori.

## Istoric
Localitatea Jasenov este atestată documentar din 1279.

## Demografie
| An:                | 1994 | 2004   | 2014   | 2024    |
| ------------------ | ---- | ------ | ------ | ------- |
| Număr de persoane: | 293  | 319    | 308    | 270     |
| Diferență:         |      | +8,87% | −3,44% | −12,33% |

| An:                | 2023 | 2024   |
| ------------------ | ---- | ------ |
| Număr de persoane: | 275  | 270    |
| Diferență:         |      | −1,81% |